# Drosophila picta
Drosophila picta är en tvåvingeart som beskrevs av Zetterstedt 1847.

## Taxonomi och släktskap
D. pallidipennis ingår i släktet Drosophila, undersläktet Drosophila och som ensam medlem i artgruppen Drosophila picta.. 

## Utbredning
Artens utbredningsområde är Europa. Arten är reproducerande i Sverige.